# Squanch Games
Squanch Games (anciennement connu sous le nom de Squanchtendo) est un studio de développement de jeux vidéo basé aux États-Unis. La société a été fondée par Justin Roiland en août 2016. Le studio est surtout connu pour avoir développé Accounting (en) (2016), Trover Saves the Universe (en) (2019) et High on Life (2022). La société possède actuellement des bureaux à Raleigh, en Caroline du Nord, et à Burbank, en Californie.

## Entreprise
Justin Roiland, le co-créateur et doubleur derrière la série Rick et Morty, a fondé Squanchtendo le 25 août 2016 en partenariat avec Tanya Watson, qui travaillait auparavant comme productrice exécutive chez Epic Games. Roiland a précédemment travaillé sur Pocket Mortys, un jeu mobile de la franchise Rick & Morty, en collaboration avec Adult Swim. Il a formé le studio avec l'intention de développer des jeux de réalité virtuelle, une passion qu'il a depuis 2015, étant l'un des premiers actionnaire du casque de réalité virtuelle Oculus Rift. Roiland a rencontré Watson pour la première fois par l'intermédiaire d'Ophir Lupu, responsable des jeux chez United Talent Agency. Watson, utilisant ses contacts chez Epic Games, a aidé le studio à se développer et à recruter des talents. "Squanch" est une planète de la franchise Rick & Morty, tandis que "tendo" est un jeu de mots de l'éditeur de jeux vidéo Nintendo, bien que la société ait changé de nom en 2017 pour devenir simplement "Squanch Games" après avoir été conseillée par un avocat.
Le premier jeu du studio était Accounting (en), un jeu d'exploration VR sorti en 2016. Le jeu a été développé en collaboration avec Crows Crows Crows et William Pugh, le concepteur de The Stanley Parable. Une version étendue du jeu, Accounting+, qui double la durée du jeu original, est sortie en décembre 2017. En août 2018, la société a acquis la marque Radical Heights, un ancien jeu de bataille royale, du studio Boss Key Productions. Le studio a ensuite travaillé sur Dr. Slorchy Presents: Space Heroes, un projet pour Google Daydream, et Trover Saves the Universe (en). Contrairement aux jeux précédents du studio, qui étaient considérés comme un projet plus expérienmental, Trover Saves the Universe est "une expérience de longue durée significative". Bien que Trover comporte un composant VR, ce n'est pas une exigence nécessaire car l'équipe voulait que le jeu atteigne un public plus large. Le jeu est sorti en 2019 avec des critiques généralement positives. En janvier 2021, Watson a quitté le studio et Roiland a assumé le poste de PDG de l'entreprise.
La société a travaillé sur High on Life, un jeu de tir à la première personne comique qui est sorti en décembre 2022.
En janvier 2023, il a été révélé qu'une ancienne employée avait poursuivi Squanch Games en justice en 2018 pour harcèlement sexuel, discrimination, et licenciement abusif. D'après les documents judiciaires, le studio avait nié les accusations mais avait fini par régler l'affaire par un accord à l'amiable. Plus tard le même mois, Squanch Games a annoncé que Justin Roiland avait démissionné de sa position au sein du studio.

## Jeux développés
| An   | Titre                               | Plateforme(s)                                                    |
| ---- | ----------------------------------- | ---------------------------------------------------------------- |
| 2016 | Accounting (en)                     | Windows, PlayStation 4                                           |
| 2018 | Dr. Splorchy Presents: Space Heroes | Google Daydream                                                  |
| 2019 | Trover Saves the Universe (en)      | Windows, PlayStation 4, Nintendo Switch, Xbox One                |
| 2022 | High on Life                        | Windows, Xbox One, Xbox Series X/S, PlayStation 5, PlayStation 4 |